# الدبی
الدبی (به انگلیسی: Aldeby) یک روستا و محله مدنی در بریتانیا است که در ساوت نورفک واقع شده‌است. الدبی ۱۲٫۶۱ کیلومتر مربع مساحت و ۴۲۰ نفر جمعیت دارد.